# Ruriko Asaoka

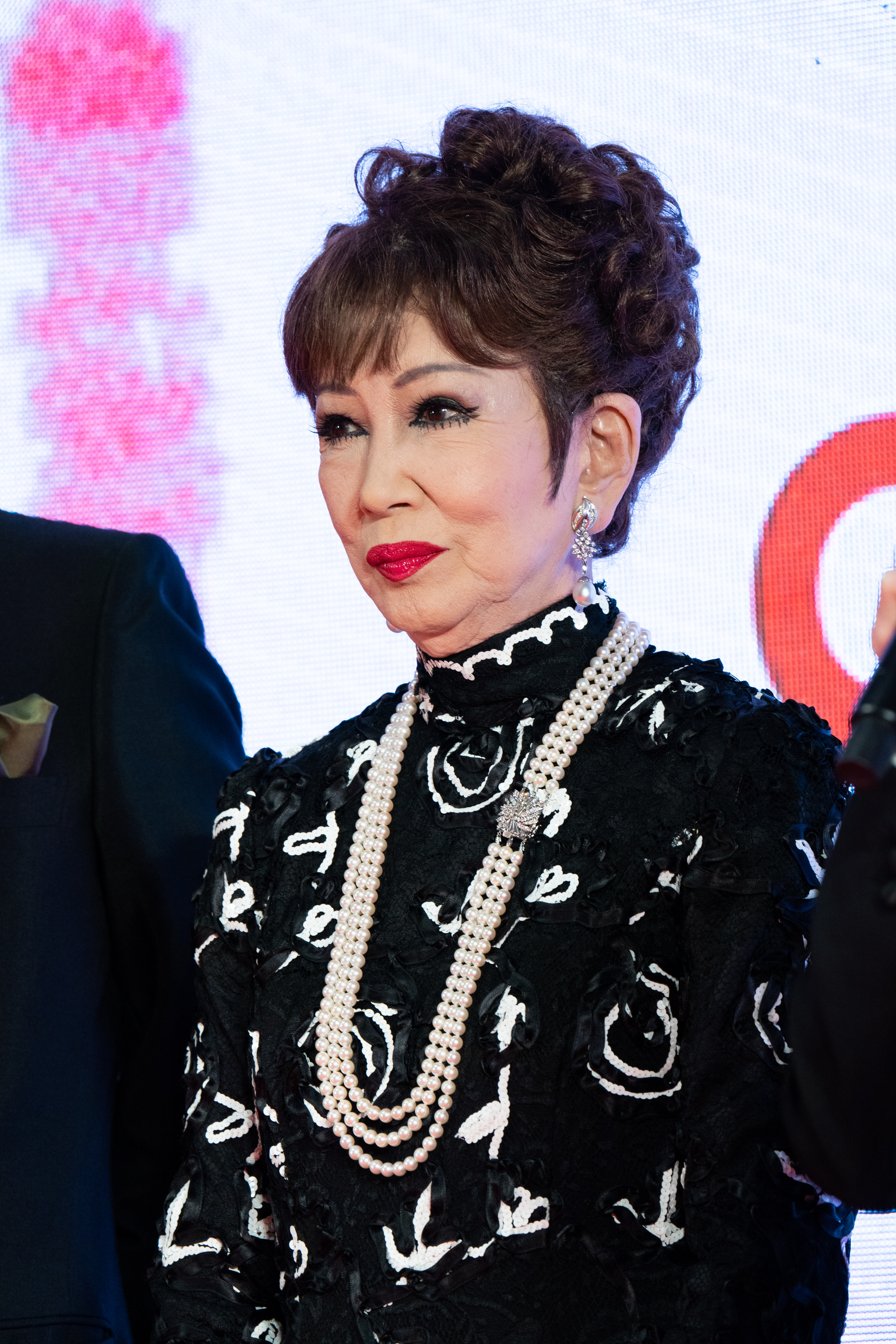
Ruriko Asaoka, 2019

Ruriko Asaoka (japanisch 浅丘 ルリ子; geboren 2. Juli 1940 in Hsing-King in der Mandschurei) ist eine japanische Filmschauspielerin.

## Leben und Wirken
Ruriko Asaoka machte 1955 ihr Debüt in dem Film der Filmgesellschaft Nikkatsu „Midori haruka ni“ (緑はるかに), etwa „Grün, weit entfernt“. Es handelt sich um eine musikalische Fantasie für Kinder nach einem Roman des Schriftstellers Hōjō Makoto (北條 誠; 1918–1976). Sie spielte danach viele Hauptrollen mit den Sängern Yūjirō Ishihara (1934–1987), Akira Kobayashi (小林 旭; * 1938) und anderen.
In der Serie „Otoko wa Tsurai yo“ – „Als Mann hat man es schwer!“ der Filmgesellschaft Shōchiku spielte Asaoka neben dem Hauptdarsteller Kiyoshi Atsumi ebenfalls mit großem Erfolg. 1981 wurde sie mit dem Blue Ribbon Award ausgezeichnet.
Asaoka spezialisierte sich auf die Darstellung von Frauen starker Sensibilität, was bis ins Neurotische reichen konnte. Zu ihren wichtigen Filmen gehören „Shūen“ (執炎, Die Liebe des Mädchens Kiyono, 1964) und „Ai no kawaki“ (愛の渇き, Durst nach Liebe, 1967). Neben vielen Preisen wurde sie 1987 als Beste Hauptdarstellerin in dem Film „Rokumeikan“ mit den Japanese Academy Award ausgezeichnet. 1971 heiratete Asaoka den Schauspieler Ishibashi Kōji (石坂 浩二; * 1941). Die Ehe wurde im Jahr 2000 geschieden.